# Bênađô Vũ Văn Duệ
Bênađô Vũ Văn Duệ (1755 - 1838) là một linh mục, được Giáo hội Công giáo Rôma tôn phong Hiển Thánh vào năm 1988.
Ông sinh năm 1755 tại Quần Anh Hạ, tỉnh Nam Định (nay thuộc giáo xứ Quần Phương, thị trấn Yên Định, huyện Hải Hậu, tỉnh Nam Định, thuộc Giáo phận Bùi Chu), thụ phong linh mục năm 1795 khi đã 40 tuổi, Giáo phận Đông Đàng Ngoài.
Năm 77 tuổi, Giám mục Delgado Y chấp nhận cho ông về hưu dưỡng tại Trung Lễ, thuộc giáo xứ Liên Thủy. Ông khổ chế bằng việc ngủ trên đất và không dùng mùng. Nhiều người ái ngại lo cho tuổi già sức yếu thì ông nói: "Bấy nhiêu hãm mình đã là gì ? Tôi không có cơ hội làm việc lớn, thì tôi chọn lựa một chút khó khăn hy sinh hãm mình vậy thôi".
Ngày 4 tháng 7 năm 1838, khi một toán lính lục soát căn lều tranh, ông nhận là đạo trưởng và bị bắt giải về Nam Định khi đã 83 tuổi. Quan phủ bảo ông bước qua thập giá để được tha về nhưng ông cương quyết không bội phản đức tin nên bị đóng gông, giải về trại giam.
Ngày 1/08/1838, binh lính phải cáng ông ra pháp trường Bảy Mẫu để hành quyết.
Thi hài của cha được chôn cất tại pháp trường, sau đó, được cải táng đem về chôn trong nhà thờ Lục Thủy.